# Toshitsune Kawakami
Toshitsune Kawakami (jap. 川上 俊彦 Kawakami Toshitsune; ur. w 1861 roku, zm. w 1935 roku) – pierwszy poseł i ambasador Japonii w Warszawie w latach 1921–1923.
Absolwent rusycystyki w Wyższej Szkole Języków Obcych w Tokio, urzędnik Ministerstwa Spraw Zagranicznych w Tokio. W latach 1898–1899 w misji dyplomatycznej w Londynie. W 1900 roku w przedstawicielstwie handlowym Japonii we Władywostoku. W czasie wojny rosyjsko-japońskiej doradca Ministerstwa Spraw Zagranicznych przy Cesarskiej Armii Japońskiej. W czasie pobytu w Japonii Romana Dmowskiego, Józefa Piłsudskiego i Tytusa Filipowicza przydzielony jako tłumacz i łącznik z Ministerstwem Spraw Zagranicznych. Konsul generalny w Harbinie w latach 1907–1912, następnie w Moskwie. Dyrektor Towarzystwa Kolei Południowo-Mandżurskiej.